# جائزة كوريا الكبرى 2013
جائزة كوريا الكبرى 2013 (هانغل: 2013년 코리아 그랑프리) هو سباق فورمولا 1
أقيم بتاريخ 6 أكتوبر 2013 في حلبة كوريا الدولية، كوريا الجنوبية، وأحد سباقات بطولة العالم لسباقات الفورمولا واحد موسم 2013، وكان أول المنطلقين سباستيان فيتل.
فاز بالمركز الأول  سباستيان فيتل، وكان صاحب أسرع لفة سباستيان فيتل.